# Johnny Burnette

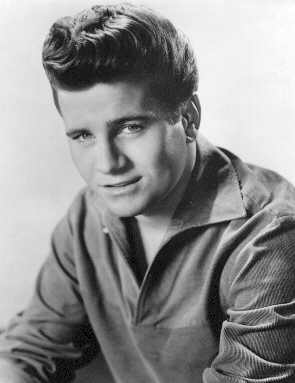
Johnny Burnette

John Joseph „Johnny“ Burnette (* 25. März 1934 in Memphis, Tennessee; † 14. August 1964 in Clear Lake, Kalifornien) war ein US-amerikanischer Rockabilly-Musiker. Burnette gilt als Pionier dieser Musikrichtung. Bekannte Stücke von ihm sind unter anderem The Train Kept A-Rollin‘, Honey Hush sowie der Rockbilly Boogie.

## Leben

### Kindheit und Jugend
Johnny Burnette wurde zwei Jahre nach seinem Bruder Dorsey in Memphis geboren. Eigentlich war sein Familienname Burnett; das zusätzliche „e“ wurde ihm aus Versehen von der Plattenfirma angehängt. Burnette absolvierte die Catholic High School und zeigte großes Interesse am Sport. Burnette arbeitete tagsüber als Elektriker. In der gleichen Firma arbeitete auch der junge Elvis Presley, mit dem Burnette und sein Bruder gelegentlich zusammen auftraten. Mit seinem Bruder arbeitete er danach auf den Schleppkähnen auf dem Mississippi, nebenbei hatten die beiden Brüder zusammen mit Paul Burlison (Gitarre), Al Vescovo (Fiddle) und Tommy Seeley (Fiddle) eine Band, die Burnett Rhythm Rangers.

### Karriere
Gesponsert durch Eddie Bonds Vater Bill Bond, konnte die Band 1955 bei Von Records ihre erste Platte aufnehmen. Bei beiden Songs You’re Undecided und Go Mule Go wurden im Studio des Radiosenders WBIP im November 1955 in Corinth aufgenommen. Kurz danach spielten Johnny und Dorsey Burnette bei den Sun Records in Memphis vor, Sam Phillips zeigte jedoch kein Interesse an ihnen. Alle Bänder, die dabei aufgenommen wurden, sind bis heute verschollen. Anfang 1956 gründete Burnette mit Dorsey (Bass) und Paul Burlison (Gitarre) das Rock’n’Roll Trio und reiste nach New York City, in der Hoffnung, dort Karriere machen zu können. Nachdem die Gruppe in der Ted Mack Original Talent Hour aufgetreten war, gewannen sie bei Coral Records einen Plattenvertrag. Ihr Manager wurde Henry Jerome und ihre erste Session fand im Mai 1956 mit Eddie Gray als Schlagzeuger statt. Eingespielt wurden unter anderem Tear It Up und Oh Baby Babe.
Bei diesen Aufnahmen spielte die Gruppe noch einen anderen Sound, in den nachfolgenden Sessions wurde die Band von Farris Coursey am Schlagzeug unterstützt. Dabei kamen vor allem Burnettes abgehackte Gesangsart sowie das Gitarrenspiel Burlisons zum Vorschein, was einen aggressiven Klang erzeugte. Bestes Beispiel dafür ist der bekannte Titel The Train Kept A-Rollin‘, bei dem Grady Martin als zusätzlicher Gitarrist anwesend war. Es kamen so ungefähr 21 Titel zusammen, von denen die meisten jedoch erst später auf LP veröffentlicht wurden, unter anderem das bekannte All By Myself oder das damals nicht veröffentlichte, von Wayne Walker geschriebene Sweet Love on My Mind. Der Titel war eigentlich für das Duo Jimmy and Johnny geschrieben worden, welche den Song im selben Jahr erneut aufnahmen.
Da sich die Platten jedoch nicht gut verkauften, trat das Trio unter anderem im Kinofilm Rock, Rock, Rock und im Fernsehen auf, unternahm eine Tournee mit Carl Perkins und Gene Vincent, was jedoch nichts half, denn die Platten blieben nur im Großraum New York Hits. Im Herbst 1956 trennte sich daher das Rock-’n’-Roll-Trio. Burnette zog zusammen mit seinem Bruder nach Kalifornien, Burlison blieb in Memphis. Als The Burnette Brothers veröffentlichten sie einige Instrumentalstücke, Burnette wechselte danach zu Liberty Records. Dort konnte er mit seiner dritten Single Dreamin‘ 1960 endlich den Durchbruch erreichen und wurde ein internationaler Pop-Star. Es folgten weitere Hits wie You’re Sixteen oder Little Boy Sad. Mit seinen Titeln hatte er nun nicht nur in den USA, sondern auch in Europa Erfolg.
Johnny Burnettes Karriere fand jedoch ein frühes Ende, als er am 14. August 1964 bei einem Bootsunfall im Alter von nur 30 Jahren ums Leben kam. Burnette wurde posthum in Anerkennung seiner Leistungen um die Rockabilly-Musik in die Rockabilly Hall of Fame aufgenommen.

## Diskographie

### Singles
Ergänzende Veröffentlichungen in Deutschland, England und Frankreich sind auf rocky-52.net zu finden.
| Jahr | Titel A | Titel B                                     | Plattenfirma                         |
| ---- | --- | ------------------------------------------- | ------------------------------------ |
| 1955 | You’re Undecided | Go Mule Go                                  | Von Records                          |
| 1956 | Tear It Up | You’re Undecided                            | Coral Records                        |
| 1956 | Oh Baby Babe | Midnight Train                              | Coral Records                        |
| 1956 | The Train Kept A-Rollin | Honey Hush                                  | Coral Records                        |
| 1957 | Lonesome Train (On a Lonesome Track) | I Just Found Out                            | Coral Records                        |
| 1957 | Eager Beaver Baby | Touch Me                                    | Coral Records                        |
| 1957 | Drinkin’ Wine Spo-Dee-O-Dee | Butterfingers                               | Coral Records                        |
| 1957 | Rockbilly Boogie | If You Want It Enough                       | Coral Records                        |
| 1958 | Kiss Me | I’m Restless                                | Freedom Records                      |
| 1959 | Me and the Bar | Gumbo                                       | Freedom Records                      |
| 1959 | Sweet Baby Doll | I’ll Never Love Again                       | Freedom Records                      |
| 1959 | Settin’ the Woods on Fire | Kentucky Waltz                              | Liberty Records                      |
| 1960 | Don’t Do It | Patrick Henry                               | Liberty Records                      |
| 1960 | Blues Stay Away from Me | Midnight Train                              | Coral Records                        |
| 1960 | Cincinnati Fireball | Dreamin’                                    | Liberty Records                      |
| 1960 | You’re Sixteen | I Beg Your Pardon                           | Liberty Records                      |
| 1961 | Green Grass of Texas | Bloody River                                | Infinity Records                     |
| 1961 | Little Boy Sad | Down to the River                           | Liberty Records                      |
| 1961 | Big Big World | Ballad of the One Eyed Jacks                | Liberty Records                      |
| 1961 | I’ve Got a Lot of Things to Do | Girls                                       | Liberty Records                      |
| 1961 | Fools Like Me | Honestly I Do                               | Liberty Records                      |
| 1961 | God, Country and My Baby | Honestly I Do                               | Liberty Records                      |
| 1962 | Clown Shoes | The Way I Am                                | Liberty Records                      |
| 1962 | The Fool of the Year | The Poorest Boy in Town                     | Liberty Records                      |
| 1962 | Damn the Defiants | Lonesome Waters                             | Liberty Records                      |
| 1962 | I Wanna Thank Your Folks | The Giant                                   | Chancellor Records                   |
| 1962 | Tag Along | Party Girl                                  | Chancellor Records                   |
| 1962 | Remember Me (I’m the One Who Loves You) | Time Is Not Enough                          | Chancellor Records                   |
| 1963 | It Isn’t There | (Wish It Were Saturday Night) All Week Long | Capitol Records                      |
| 1964 | The Opposite | You Taught Me the Way to Love You           | Capitol Records                      |
| 1964 | Sweet Suzie | Walkin’ Talkin’ Doll                        | Capitol Records                      |
| 1964 | Fountain of Love | What a Summer Day                           | Sahara Records                       |
| 1964 | Less Than a Heartbeat | Bigger Man                                  | Magic Lamp Records                   |
|      | - My Love, You’re a Stranger - Please Don’t Leave Me - Rock Therapy - Shattered Dreams - Sweet Love on My Mind - Tear It Up (Live-Version) |                                             | Coral Records (nicht veröffentlicht) |
|      | - Adress Unknown - Love Kept A-Rollin’ - Honey Tree - Come On Baby - Sugar Lips                                                            |                                             | nicht veröffentlicht                 |

### Alben
- 1956: The Rock’n’Roll Trio
- 1960: Dreamin‘
- 1961: Johnny Burnette
- 1961: Johnny Burnette Sings
- 1962: Johnny Burnette’s Hits & Other Favorites
- 1962: Roses Are Red
- 1964: The Johnny Burnette Story
- 2003: The Train Kept A-Rollin‘ – From Memphis to Hollywood 1955–1964 (Bear-Family-Werkausgabe)